# Chromophialosphera
Chromophialosphera is een geslacht van rechtvleugeligen uit de familie veldsprinkhanen (Acrididae). De wetenschappelijke naam van dit geslacht is voor het eerst geldig gepubliceerd in 1968 door Descamps & Donskoff.

## Soorten
Het geslacht Chromophialosphera  is monotypisch en omvat slechts de volgende soort:
- Chromophialosphera cycloptera (Descamps & Donskoff, 1968)